# Grease 2
Grease 2 – amerykański musical filmowy z 1982 roku w reżyserii Patricii Birch, zrealizowany według musicalu scenicznego o tym samym tytule. Sequel filmu Grease (1978).

## Opis fabuły
Akcja filmu rozgrywa się w USA w latach 60. XX wieku. Michael (Maxwell Caulfield) pragnie zdobyć serce liderki „Pink Ladies” – Stephanie (Michelle Pfeiffer). Dziewczyny z jej grupy umawiają się jednak wyłącznie z chłopakami z motocyklowego gangu. Michael kupuje więc na złomowisku motocykl. Wkrótce nadarza się okazja, by mógł zaprezentować swoje umiejętności.

## Obsada
- Maxwell Caulfield jako Michael Carrington/Cool Rider
- Michelle Pfeiffer jako Stephanie Zinone
- Adrian Zmed jako Johnny Nogerelli
- Peter Frechette jako Louis DiMucci
- Christopher McDonald jako Goose McKenzie
- Leif Green jako Davey Jaworski
- Lorna Luft jako Paulette Rebchuck
- Maureen Teefy jako Sharon Cooper
- Alison Price jako Rhonda Ritter
- Pamela Segall jako Dolores Rebchuck

i inni